# Гортензія Гортала
Гортензія Гортала (90 — після 42 року до н. е.) — політична діячка пізньої Римської республіки, видатна красномовиця.

## Життєпис
Походила з роду нобілів Гортензіїв. Донька Квінта Гортензія Гортала, консула 69 року до н. е., й Лутації. Замолоду вивчала грецьку та римську літературу. У батька брала уроки з красномовства, в якому досягла значних успіхів.
Про перший шлюб Гортензії нічого не відомо, її чоловік помер у 67 році до н. е. У 59 році вдруге вийшла заміж  за Квінта Сервілія Цепіона, але  незабаром овдовіла.
Найбільш Гортензія відома своєю діяльністю під час Другого тріумвірату. У 42 році до н. е. вона очолила делегацію римських жінок, що звернулася до тріумвірів з протестом у зв'язку з оподаткуванням їх майна. Подальша її доля не відома.

## Родина
1. Чоловік (ім'я не відоме)

2. Чоловік — Квінт Сервілій Цепіон, легат 67 року до н. е.

Діти:
- Сервілія